# Badminton nos Jogos Olímpicos de Verão de 2024
As competições de badminton nos Jogos Olímpicos de Verão de 2024 em Paris, na França, ocorreram entre 27 de julho e 5 de agosto na Porte de La Chapelle Arena. Um total de 172 jogadores, com distribuição equitativa entre homens e mulheres, competiram em cinco eventos de medalhas (duas por gênero e uma mista) nestes Jogos, mesma quantidade das últmimas edições.

## Qualificação
172 vagas de cota foram disponibilizadas para as competições de badminton, com divisão equitativa entre homens e mulheres, estavam disponíveis para Paris 2024. Os Comitês Olímpicos Nacionais (CON) poderiam inscrever no máximo oito competidores em cinco eventos de medalhas (simples masculino e feminino; duplas masculinas, femininas e mistas). A nação anfitriã, a França, reservou uma vaga no simples masculino e feminino para ser concedida aos seus respectivos jogadores com as melhores classificações, enquanto quatro vagas (duas por gênero) tiveram direito aos CONs interessados em ter competidores sob o princípio da universalidade.
Os demais competidores passaram por um processo de qualificação direta para garantir uma vaga em suas respectivas categorias para Paris 2024 através do ranking "Race to Paris" elaborado pelo Federação Mundial de Badminton (BWF). O período de qualificação começou em 1º de maio de 2023 e terminou em 28 de abril de 2024, com a lista final de elegibilidade publicada dois dias após o prazo.
Os CONs poderiam inscrever no máximo dois jogadores cada no simples masculino e feminino, desde que estivessem entre os dezesseis primeiros da lista de classificação "Race to Paris", respectivamente; caso contrário, enviariam um único jogador até que a lista de trinta e oito fosse completada. Protocolos semelhantes também se aplicaram aos jogadores que competiram no torneio de duplas, com os CONs podendo entrar no máximo com dois pares se classificados entre os oito primeiros, com o restante tendo direito a uma único dupla até que a cota de dezesseis fosse atingida. Regras adicionais garantiram que cada categoria deveria apresentar representantes de cada uma das cinco zonas continentais (África, Américas, Ásia, Europa e Oceania) e atribuir cotas adicionais se alguns jogadores se qualificassem para vários eventos.

## Calendário
As competições de badminton se iniciaram em 27 de julho com disputas nos cinco eventos, e se encerraram em 5 de agosto de 2024 com as finais de simples em ambos os gêneros.
| P | Preliminares | O | Oitavas de final | ¼ | Quartas de final | ½ | Semifinais | F | Final |

| DataEvento        | Sáb 27 jul | Sáb 27 jul | Sáb 27 jul | Dom 28 jul | Dom 28 jul | Dom 28 jul | Seg 29 jul | Seg 29 jul | Seg 29 jul | Ter 30 jul | Ter 30 jul | Ter 30 jul | Qua 31 jul | Qua 31 jul | Qua 31 jul | Qui 1 ago | Qui 1 ago | Qui 1 ago | Sex 2 ago | Sex 2 ago | Sáb 3 ago | Sáb 3 ago | Dom 4 ago | Dom 4 ago | Seg 5 ago | Seg 5 ago |
| DataEvento        | M          | T          | N          | M          | T          | N          | M          | T          | N          | M          | T          | N          | M          | T          | N          | M         | T         | N         | M         | N         | M         | N         | M         | N         | M         | N         |
| ----------------- | ---------- | ---------- | ---------- | ---------- | ---------- | ---------- | ---------- | ---------- | ---------- | ---------- | ---------- | ---------- | ---------- | ---------- | ---------- | --------- | --------- | --------- | --------- | --------- | --------- | --------- | --------- | --------- | --------- | --------- |
| Simples masculino | P          | P          | P          | P          | P          | P          | P          | P          | P          | P          | P          | P          | P          | P          | P          | O         | O         |           |           | ¼         |           |           | ½         |           |           | F         |
| Duplas masculinas | P          | P          | P          | P          | P          | P          | P          | P          | P          | P          | P          | P          |            |            |            |           | ¼         |           | ½         |           |           |           |           | F         |           |           |
| Simples feminino  | P          | P          | P          | P          | P          | P          | P          | P          | P          | P          | P          | P          | P          | P          | P          |           |           | O         |           |           | ¼         |           | ½         |           | F         |           |
| Duplas femininas  | P          | P          | P          | P          | P          | P          | P          | P          | P          | P          | P          | P          |            |            |            | ¼         |           |           | ½         |           |           | F         |           |           |           |           |
| Duplas mistas     | P          | P          |            | P          | P          | P          | P          | P          | P          |            |            |            |            |            | ¼          |           |           | ½         |           | F         |           |           |           |           |           |           |

## Nações participantes
Ao todo, 49 CONs enviaram seus jogadores de badminton qualificados. Entre parênteses encontra-se representada a quantidade de competidores.
- RSA África do Sul (1)
- GER Alemanha (4)
- ALG Argélia (2)
- AUS Austrália (3)
- AUT Áustria (1)
- AZE Azerbaijão (2)
- BEL Bélgica (2)
- BRA Brasil (2)
- BUL Bulgária (3)
- CAN Canadá (4)
- KAZ Cazaquistão (1)
- CZE Chéquia (4)
- CHN China (16)
- KOR Coreia do Sul (12)
- DEN Dinamarca (9)
- ESA El Salvador (1)
- EOR Equipe Olímpica de Refugiados (1)
- ESP Espanha (2)
- USA Estados Unidos (7)
- EST Estônia (1)
- FIN Finlândia (1)
- FRA França (9)
- GBR Grã-Bretanha (3)
- GUA Guatemala (1)
- HKG Hong Kong (6)
- IND Índia (7)
- INA Indonésia (9)
- IRL Irlanda (2)
- ISR Israel (1)
- ITA Itália (1)
- JPN Japão (12)
- MAS Malásia (8)
- MDV Maldivas (1)
- MRI Maurício (2)
- MEX México (1)
- MYA Mianmar (1)
- NEP Nepal (1)
- NGR Nigéria (1)
- NED Países Baixos (2)
- PER Peru (1)
- SGP Singapura (4)
- SRI Sri Lanka (1)
- SUI Suíça (2)
- SUR Suriname (1)
- THA Tailândia (9)
- TPE Taipé Chinês (6)
- TUR Turquia (1)
- UKR Ucrânia (1)
- VIE Vietnã (2)

## Medalhistas
| Evento                     | Ouro                                   | Prata                                     | Bronze                                  |
| -------------------------- | -------------------------------------- | ----------------------------------------- | --------------------------------------- |
| Simples masculino detalhes | Viktor Axelsen DEN Dinamarca           | Kunlavut Vitidsarn THA Tailândia          | Lee Zii Jia MAS Malásia                 |
| Duplas masculinas detalhes | Lee Yang Wang Chi-lin TPE Taipé Chinês | Liang Weikeng Wang Chang CHN China        | Aaron Chia Soh Wooi Yik MAS Malásia     |
| Simples feminino detalhes  | An Se-young KOR Coreia do Sul          | He Bingjiao CHN China                     | Gregoria Mariska Tunjung INA Indonésia  |
| Duplas femininas detalhes  | Chen Qingchen Jia Yifan CHN China      | Liu Shengshu Tan Ning CHN China           | Nami Matsuyama Chiharu Shida JPN Japão  |
| Duplas mistas detalhes     | Zheng Siwei Huang Yaqiong CHN China    | Kim Won-ho Jeong Na-eun KOR Coreia do Sul | Yuta Watanabe Arisa Higashino JPN Japão |

## Quadro de medalhas

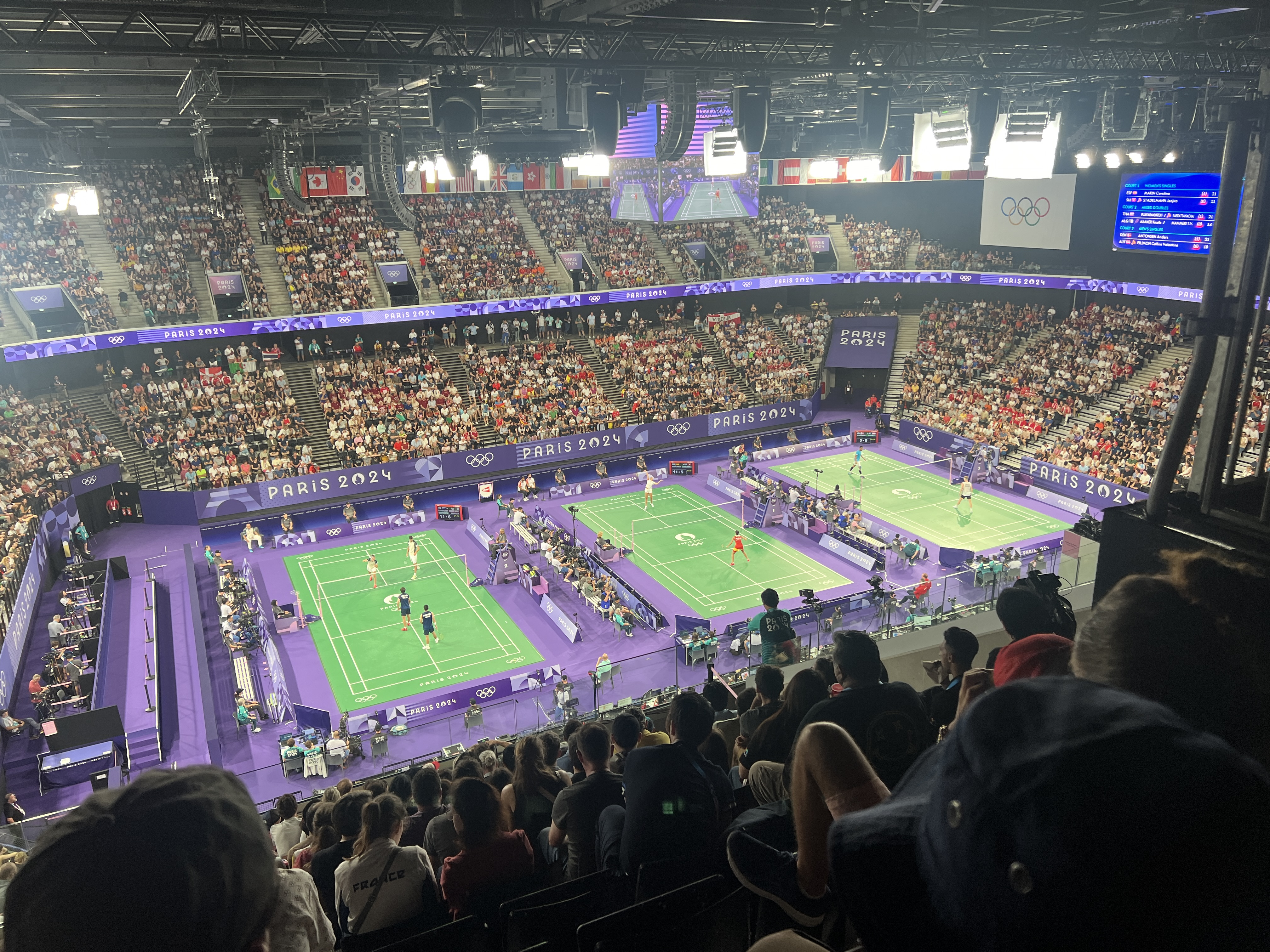
Porte de La Chapelle Arena durante as competições de badminton

| Ordem | País              | Medalha de ouro | Medalha de prata | Medalha de bronze |    | Ordem por total |
| ----- | ----------------- | --------------- | ---------------- | ----------------- | -- | --------------- |
| 1     | CHN China         | 2               | 3                |                   | 5  | 1               |
| 2     | KOR Coreia do Sul | 1               | 1                |                   | 2  | 2               |
| 3     | DEN Dinamarca     | 1               |                  |                   | 1  | 5               |
|       | TPE Taipé Chinês  | 1               |                  |                   | 1  | 5               |
| 5     | THA Tailândia     |                 | 1                |                   | 1  | 5               |
| 6     | JPN Japão         |                 |                  | 2                 | 2  | 2               |
|       | MAS Malásia       |                 |                  | 2                 | 2  | 2               |
| 8     | INA Indonésia     |                 |                  | 1                 | 1  | 5               |
| TOTAL | TOTAL             | 5               | 5                | 5                 | 15 | —               |